# Gediminas Petrauskas
Gediminas Petrauskas (Kaunas, 3 aprile 1985) è un allenatore di pallacanestro lituano.

## Palmarès
- Lega Baltica: 4

Šiauliai: 2013-14, 2014-15, 2015-16
Pieno žvaigždės: 2017-18